# 北大嶼山巴士路線列表
以下為香港專營巴士所有有關機場及大嶼山北部對外路線列表，分別由龍運巴士及城巴經營。
此等路線特別之處是將英文分類字母置於號碼之前，與常見的將字母置於號碼之後的做法不同；不過此做法現已為其他路線仿效。

## 路線編號分類
可分為6類：
- 以A開首：接駁機場至其他地區的特快路線，部分會駛經港珠澳大橋香港口岸
- 以E開首：接駁機場、博覽館、東涌及香港各區，會駛經東涌及機場後勤區
- 以N開首：通宵服務
- 以NA開首：接駁機場至其他地區的通宵特快路線
- 以R開首：迪士尼樂園路線
- 以X開首：只在博覽館有活動時提供服務的路線

其中十、個位數通常代表意義，即可分成：
- 10-19：來往香港島
- 20-29：來往九龍、將軍澳
- 30-39：來往新界西、大嶼山南
- 40-49：來往新界東（將軍澳除外）

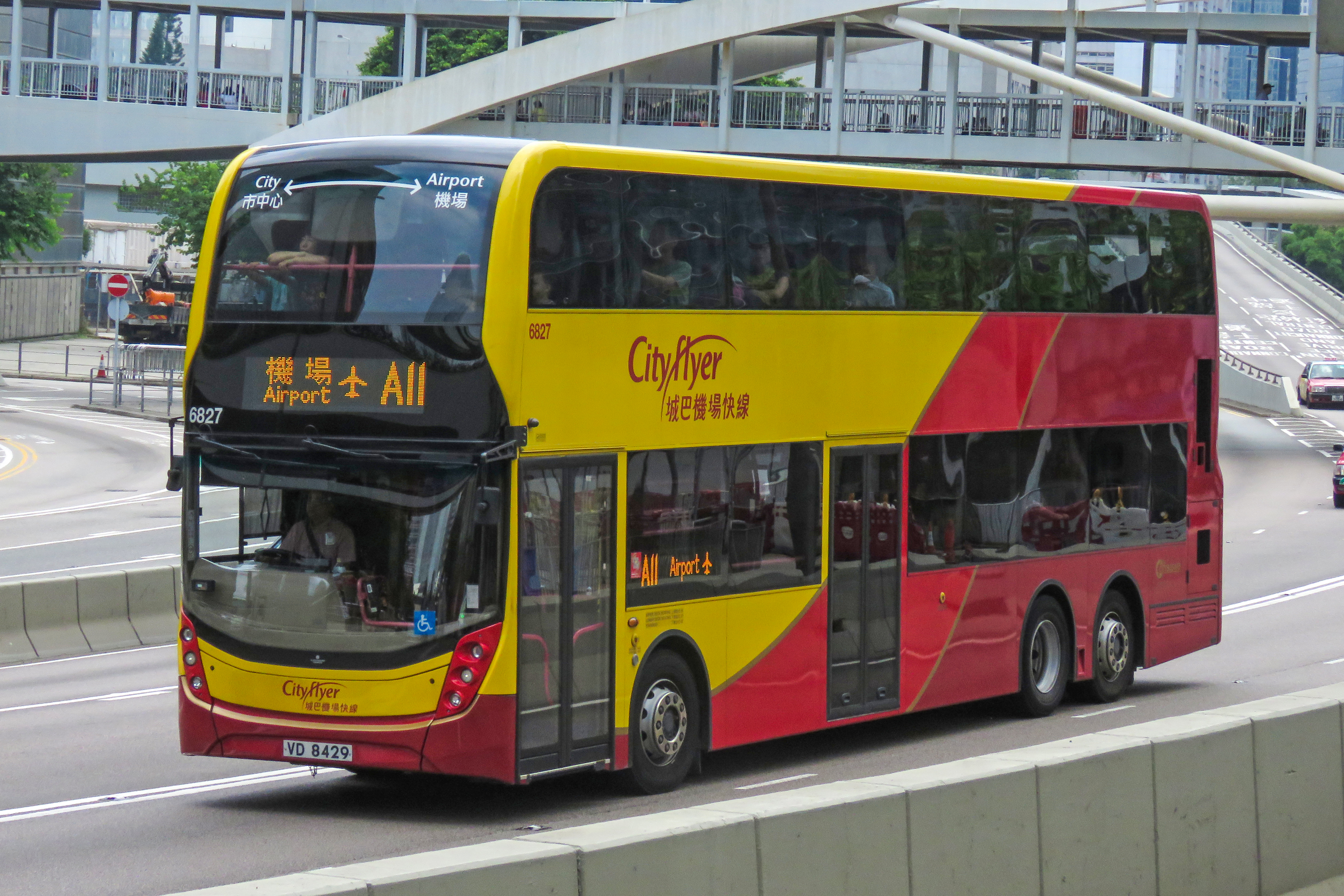
以A開首為編號開首的路線A11
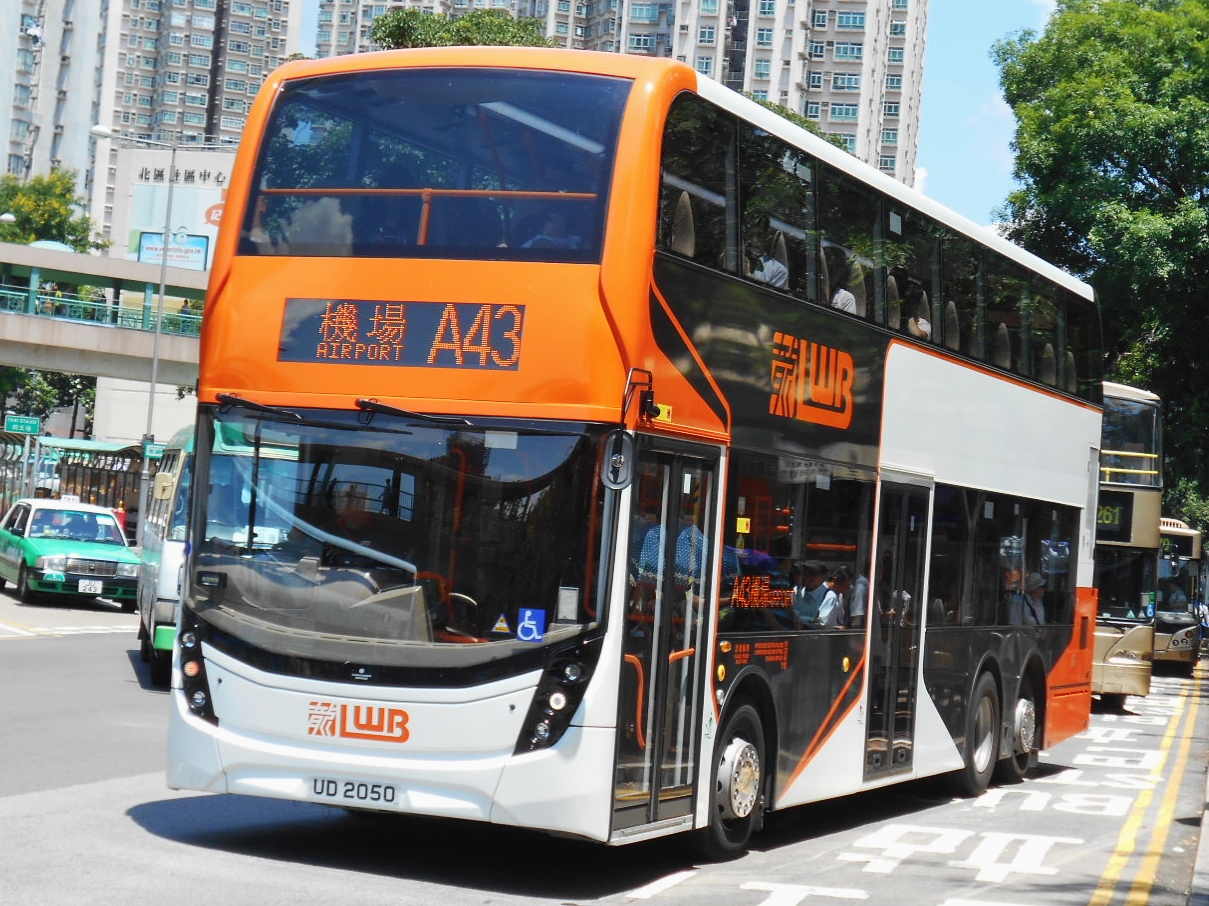
來往新界東至機場的A字頭路線，是由龍運巴士營運的
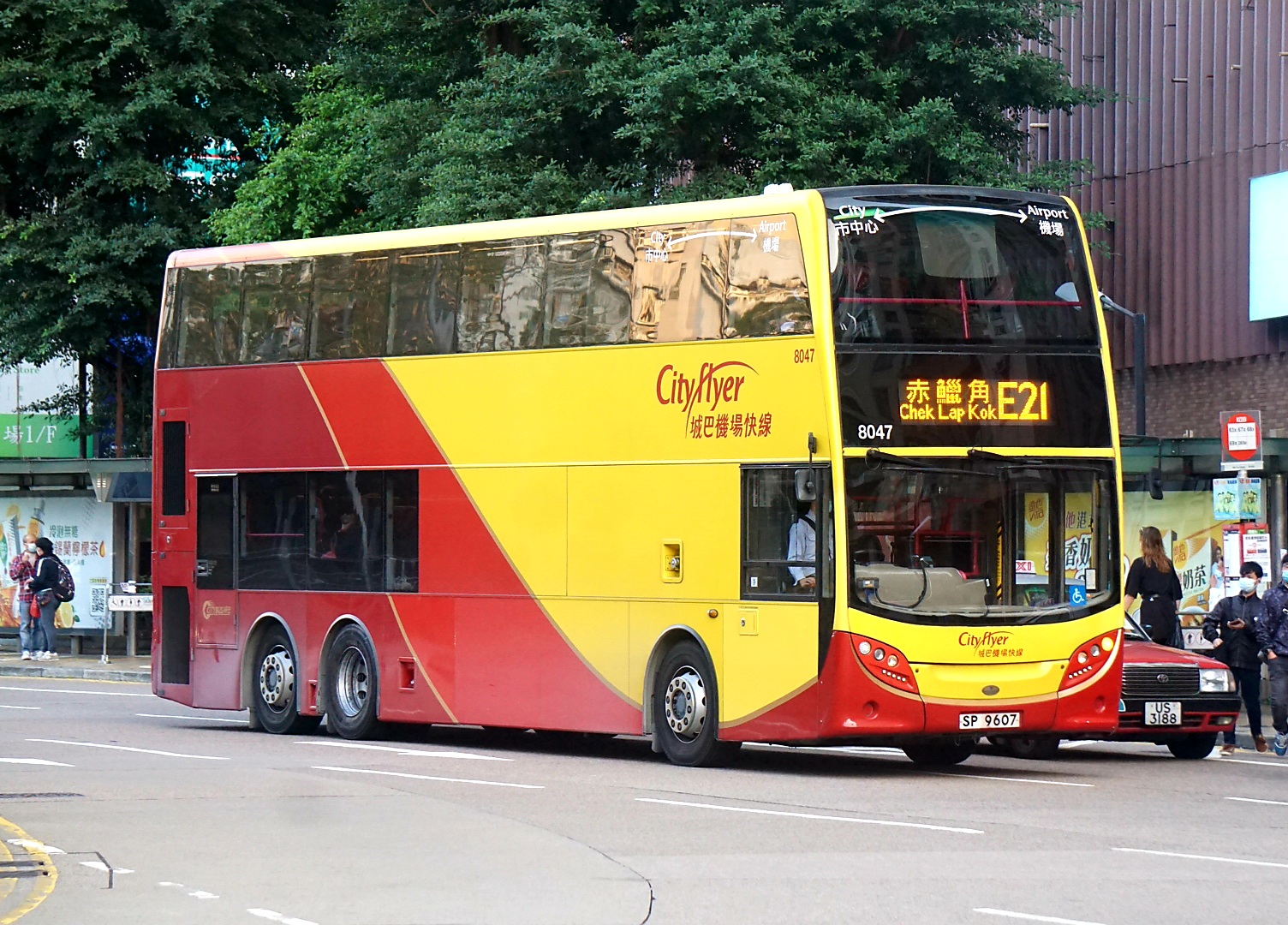
以E開首的機場博覽館路線E21

## 列表
| 編號 | 路線               | 路線 | 路線                 | 經營公司 | 備註                                       | 途經地區                                                                                                 |
| ---- | ------------------ | ---- | -------------------- | -------- | ------------------------------------------ | --- |
| A10  | 鴨脷洲（利樂街）   | ↔    | 機場（地面運輸中心） | 城巴     |                                            | 鴨脷洲、香港仔、華富、薄扶林、西環、港珠澳大橋香港口岸                                                   |
| A11  | 北角碼頭           | ↔    | 機場（地面運輸中心） | 城巴     |                                            | 炮台山、銅鑼灣、灣仔、中環、上環、港珠澳大橋香港口岸                                                     |
| A12  | 小西灣（藍灣半島） | ↔    | 機場（地面運輸中心） | 城巴     | 繁忙時間設特別車經西環、國泰城及民航處總部 | 柴灣、筲箕灣、西灣河、鰂魚涌、北角、港珠澳大橋香港口岸                                                   |
| A17  | 深灣               | ↔    | 機場（地面運輸中心） | 城巴     |                                            | 黃竹坑、海洋公園、黃泥涌峽、跑馬地、灣仔（皇后大道東）、金鐘、港珠澳大橋香港口岸                         |
| A20  | 紅磡站             | ↔    | 機場（地面運輸中心） | 城巴     |                                            | 何文田、油麻地、大角咀、旺角、深水埗、長沙灣、美孚                                                       |
| A21  | 紅磡站             | ↔    | 機場（地面運輸中心） | 城巴     |                                            | 尖沙咀、佐敦、油麻地、旺角、大角咀、西九龍新區（深水埗西）、港珠澳大橋香港口岸                           |
| A22  | 藍田站             | ↔    | 機場（地面運輸中心） | 城巴     | 早上繁忙時間設特別車經國泰城               | 觀塘、牛頭角、九龍灣、新蒲崗、九龍城、土瓜灣、佐敦、港珠澳大橋香港口岸                                   |
| A23  | 慈雲山（北）       | ↔    | 機場（地面運輸中心） | 城巴     |                                            | 鑽石山、黃大仙、樂富、九龍塘、石硤尾、深水埗、長沙灣、美孚、港珠澳大橋香港口岸、航天城                   |
| A25  | 啟德               | ↔    | 機場（地面運輸中心） | 城巴     |                                            | 土瓜灣、紅磡、尖沙咀（廣東道）、港珠澳大橋香港口岸                                                       |
| A26  | 油塘               | ↔    | 機場（地面運輸中心） | 城巴     | 繁忙時間設特別車經國泰城及機場博覽館       | 藍田、秀茂坪、四順、樂華、彩霞道、鑽石山、黃大仙、港珠澳大橋香港口岸                                     |
| A28  | 日出康城           | ↔    | 機場（地面運輸中心） | 城巴     | 繁忙時間設特別車經國泰城及機場博覽館       | 將軍澳南、將軍澳（翠林、康盛）、安達、安泰、鑽石山、黃大仙、港珠澳大橋香港口岸                           |
| A29  | 將軍澳（寶林）     | ↔    | 機場（地面運輸中心） | 城巴     | 繁忙時間設特別車經機場博覽館               | 將軍澳、觀塘、九龍灣、鑽石山、黃大仙、大窩坪、港珠澳大橋香港口岸                                         |
| A30  | 梨木樹             | ↔    | 機場（地面運輸中心） | 龍運     | 繁忙時間設特別車經機場博覽館               | 石籬邨、安蔭邨、石蔭邨、葵興、葵芳、港珠澳大橋香港口岸                                                   |
| A31  | 荃灣（如心廣場）   | ↔    | 機場（地面運輸中心） | 龍運     | 繁忙時間設特別車經機場博覽館               | 荃灣、青衣北、港珠澳大橋香港口岸                                                                         |
| A32  | 葵涌邨             | ↔    | 機場（地面運輸中心） | 龍運     | 繁忙時間設特別車經機場博覽館               | 大窩口、青衣、青衣南、港珠澳大橋香港口岸                                                                 |
| A33  | 屯門公路轉車站     | ↔    | 機場（地面運輸中心） | 龍運     | 繁忙時間設特別車經機場博覽館               | 小欖、掃管笏、黃金海岸、三聖邨、置樂花園、屯門碼頭、悅湖山莊、蝴蝶灣                                     |
| A33X | 屯門（富泰）       | ↔    | 機場（地面運輸中心） | 龍運     | 繁忙時間設特別車經國泰城                   | 景峰花園、新墟、屯門市中心、友愛邨、港珠澳大橋香港口岸、航天城                                           |
| A34  | 洪水橋（洪元路）   | ↔    | 機場（地面運輸中心） | 龍運     | 繁忙時間設特別車經機場博覽館               | 藍地、兆康苑、菁田邨、田景邨、大興邨、龍門居、蝴蝶灣、港珠澳大橋香港口岸                                 |
| A36  | 錦上路站           | ↔    | 機場（地面運輸中心） | 龍運     | 繁忙時間設特別車經國泰城及民航處總部       | 凹頭、形點、元朗市、紅橋、港珠澳大橋香港口岸                                                             |
| A37  | 朗屏站             | ↔    | 機場（地面運輸中心） | 龍運     | 繁忙時間設特別車經機場博覽館               | 朗屏邨、天逸邨、天悅邨、天水圍市中心、天慈邨、屏欣苑、洪水橋、港珠澳大橋香港口岸                         |
| A38  | 荃灣（荃威花園）   | ↔    | 機場（地面運輸中心） | 龍運     |                                            | 麗城花園、汀九、青龍頭、深井、港珠澳大橋香港口岸                                                         |
| A41  | 沙田（碩門邨）     | ↔    | 機場（地面運輸中心） | 龍運     | 繁忙時間設特別車經國泰城及民航處總部       | 圓洲角、沙田第一城、沙田市中心、車公廟、大圍、港珠澳大橋香港口岸                                         |
| A41P | 烏溪沙站           | ↔    | 機場（地面運輸中心） | 龍運     | 繁忙時間設特別車經機場博覽館               | 馬鞍山、亞公角、石門、港珠澳大橋香港口岸                                                                 |
| A42  | 沙田（黃泥頭）     | ↔    | 機場（地面運輸中心） | 龍運     |                                            | 廣源邨、水泉澳、沙田圍、顯徑邨、港珠澳大橋香港口岸                                                       |
| A43  | 粉嶺（聯和墟）     | ↔    | 機場（地面運輸中心） | 龍運     | 早上繁忙時間設特別車經國泰城               | 祥華邨、粉嶺南（華明邨、百和路）、上水、港珠澳大橋香港口岸                                               |
| A43P | 粉嶺（聯和墟）     | ↔    | 機場（地面運輸中心） | 龍運     |                                            | 祥華邨、上水、新田（落馬洲）                                                                             |
| A46  | 火炭（駿景園）     | ↔    | 機場（地面運輸中心） | 龍運     |                                            | 禾輋邨、沙田市中心、美林邨、港珠澳大橋香港口岸                                                           |
| A47X | 大埔（太和）       | ↔    | 機場（地面運輸中心） | 龍運     | 繁忙時間設特別車經白石角及國泰城           | 富亨邨、大埔中心、大埔墟站、廣福邨、港珠澳大橋香港口岸                                                   |
| E11  | 天后站             | ↔    | 航天城               | 城巴     |                                            | 銅鑼灣、灣仔、金鐘、中環、上環、東涌、後勤區、客運區                                                     |
| E11A | 天后站             | ↔    | 航天城               | 城巴     |                                            | 銅鑼灣、灣仔、金鐘、中環、上環、東涌北、東涌、後勤區、客運區                                             |
| E11B | 東涌（滿東邨）     | ↔    | 天后站               | 城巴     |                                            | 逸東邨、東涌、東涌北、上環、中環、金鐘、灣仔、銅鑼灣                                                     |
| E11S | 東涌（滿東邨）     | →    | 天后站               | 城巴     | 只於星期一至五早上繁忙時間服務（假期除外） | 逸東邨、東涌北、上環、中環、金鐘、灣仔、銅鑼灣                                                           |
| E21  | 大角咀（維港灣）   | ↔    | 航天城               | 城巴     |                                            | 旺角、深水埗、長沙灣、青衣、東涌、後勤區、客運區                                                         |
| E21A | 何文田（愛民邨）   | ↔    | 東涌（逸東邨）       | 城巴     |                                            | 何文田、旺角、深水埗、長沙灣、東涌北、東涌、滿東邨                                                       |
| E21B | 何文田（愛民邨）   | ↔    | 東涌（逸東邨）       | 城巴     |                                            | 何文田、旺角、深水埗、長沙灣、東涌、滿東邨                                                               |
| E21C | 大角咀（維港灣）   | ↔    | 飛機維修區           | 城巴     | 只於平日繁忙時間服務（假期除外）           | 旺角、深水埗、長沙灣、後勤區                                                                             |
| E21D | 大角咀（維港灣）   | ↔    | 航天城               | 城巴     |                                            | 旺角、深水埗、長沙灣、青衣、東涌北、後勤區、客運區                                                       |
| E21X | 東涌（滿東邨）     | →    | 紅磡站               | 城巴     | 只於平日早上繁忙時間服務（假期除外）       | 逸東邨、東涌、東涌北、旺角、油麻地、佐敦、尖沙咀                                                         |
| E22  | 藍田（北）         | ↔    | 航天城               | 城巴     |                                            | 麗港城、觀塘、九龍灣、鑽石山、黃大仙、樂富、九龍塘、東涌、後勤區、客運區                                 |
| E22A | 康盛花園           | ↔    | 航天城               | 城巴     |                                            | 將軍澳、將軍澳南、觀塘（回程）及九龍灣（回程）、鑽石山、黃大仙、東涌、後勤區、客運區                     |
| E22C | 調景嶺站           | ↔    | 飛機維修區           | 城巴     | 只於每日繁忙時間服務                       | 將軍澳南、將軍澳、觀塘（回程）及九龍灣（回程）、鑽石山、黃大仙、後勤區                                   |
| E22P | 油塘               | ↔    | 航天城               | 城巴     | 只於星期一至五繁忙時間服務（假期除外）     | 藍田、秀茂坪、四順、鑽石山、黃大仙、民航處總部、客運區                                                   |
| E22S | 東涌（滿東邨）     | ↔    | 將軍澳（寶林）       | 城巴     | 只於星期一至五繁忙時間服務（假期除外）     | 逸東邨、東涌北、黃大仙、鑽石山、九龍灣商貿區、觀塘、將軍澳南、將軍澳                                     |
| E22X | 油塘               | ↔    | 航天城               | 城巴     | 只於星期一至五繁忙時間服務（假期除外）     | 藍田、麗港城、觀塘、九龍灣、鑽石山、黃大仙、民航處總部、客運區                                           |
| E23  | 慈雲山（南）       | ↔    | 機場（地面運輸中心） | 城巴     |                                            | 新蒲崗、九龍城、土瓜灣、紅磡、佐敦、東涌、後勤區                                                         |
| E23A | 慈雲山（南）       | ↔    | 機場（地面運輸中心） | 城巴     |                                            | 新蒲崗、九龍城、土瓜灣、紅磡、佐敦、東涌北、東涌、後勤區                                                 |
| E31  | 荃灣（愉景新城）   | ↔    | 東涌（逸東）         | 龍運     |                                            | 荃灣、大窩口、青衣、東涌、滿東邨                                                                         |
| E32  | 葵芳（南）         | ↔    | 航天城               | 龍運     | 部分時間經青衣南                           | 葵芳、葵興、大窩口、青衣、東涌、後勤區、客運區                                                           |
| E32A | 葵芳（南）         | ↔    | 東涌發展碼頭         | 龍運     |                                            | 葵芳、葵興、大窩口、荃灣、東涌北                                                                         |
| E33  | 屯門市中心         | ↔    | 機場（地面運輸中心） | 龍運     |                                            | 友愛邨、龍門居、蝴蝶灣、東涌、後勤區                                                                     |
| E33P | 兆康站             | ↔    | 機場（地面運輸中心） | 龍運     | 只於繁忙時間服務                           | 富泰邨、兆康苑、田景邨、蝴蝶灣、東涌、後勤區                                                             |
| E36  | 元朗（八鄉路）     | ↔    | 機場（地面運輸中心） | 龍運     |                                            | 凹頭、形點、元朗市、東涌、後勤區                                                                         |
| E36A | 元朗（德業街）     | ↔    | 東涌（逸東邨）       | 龍運     |                                            | 形點、天慈邨、天耀邨、屏欣苑、紅橋、屯門市中心、東涌北、滿東邨                                           |
| E36C | 元朗（德業街）     | ↔    | 飛機維修區           | 龍運     | 只於星期一至五繁忙時間服務（假期除外）     | 形點、兆康苑、菁田邨、田景邨、龍門居、屯門碼頭、悅湖山莊、蝴蝶灣、後勤區                                 |
| E36P | 元朗（上村）       | ↔    | 航天城               | 龍運     | 只於平日繁忙時間服務（假期除外）           | 八鄉、錦田、凹頭、東涌、後勤區                                                                           |
| E36S | 元朗（媽橫路）     | ↔    | 機場（地面運輸中心)  | 龍運     | 只於平日繁忙時間服務（假期除外）           | 元朗市、形點、東涌、後勤區                                                                               |
| E37  | 天水圍市中心       | ↔    | 機場（地面運輸中心)  | 龍運     |                                            | 天晴邨、天逸邨、天瑞邨、天耀邨、東涌、後勤區                                                             |
| E37C | 天水圍市中心       | ↔    | 飛機維修區           | 龍運     | 只於每日繁忙時間服務                       | 天晴邨、天逸邨、天瑞邨、天耀邨、屏欣苑、紅橋、屯門市中心、友愛邨、後勤區                                 |
| E41  | 大埔頭             | ↔    | 航天城               | 龍運     |                                            | 大埔中心、大埔墟、廣福邨、東涌、後勤區、客運區                                                           |
| E42  | 沙田（博康）       | ↔    | 機場（地面運輸中心） | 龍運     |                                            | 沙田圍、沙田市中心、車公廟、大圍、青衣、東涌、後勤區                                                     |
| E42C | 沙田（博康）       | ↔    | 飛機維修區           | 龍運     | 只於每日繁忙時間服務                       | 沙田圍、沙田市中心、車公廟、大圍、後勤區                                                                 |
| E42P | 東涌（逸東邨）     | ↔    | 火炭（山尾街）       | 龍運     | 只於平日繁忙時間服務（假期除外）           | 東涌北、青衣、大圍、車公廟、沙田市中心、禾輋邨                                                           |
| E43  | 粉嶺（華明）       | ↔    | 東涌發展碼頭         | 龍運     | 只於平日繁忙時間服務（假期除外）           | 祥華邨、聯和墟、天平邨、清河邨、紅橋、東涌北、東涌                                                       |
| N11  | 中環（港澳碼頭）   | ↔    | 機場（地面運輸中心） | 城巴     | 通宵服務                                   | 上環、中環、金鐘、灣仔、銅鑼灣、佐敦、東涌、後勤區                                                       |
| N21  | 尖沙咀（天星碼頭） | ↔    | 機場（地面運輸中心） | 城巴     | 通宵服務                                   | 尖沙咀、油麻地、旺角、深水埗、長沙灣、青衣、東涌、後勤區                                                 |
| N21A | 尖沙咀（天星碼頭） | ↔    | 機場（地面運輸中心） | 城巴     | 通宵服務                                   | 尖沙咀、油麻地、旺角、深水埗、長沙灣、青衣、東涌北、逸東邨、東涌、後勤區（回程）                         |
| N23  | 慈雲山（北）       | ↔    | 東涌站               | 城巴     | 通宵服務                                   | 新蒲崗、九龍城、土瓜灣、紅磡、佐敦（去程）、油麻地（回程）、旺角（回程）、大角咀（回程）、客運區、後勤區 |
| N26  | 油塘               | ↔    | 東涌站               | 城巴     | 通宵服務                                   | 藍田、秀茂坪、四順、鑽石山、黃大仙、竹園邨、客運區、後勤區                                               |
| N29  | 康盛花園           | ↔    | 東涌站               | 城巴     | 通宵服務                                   | 將軍澳、將軍澳南、藍田、觀塘、九龍灣、鑽石山、黃大仙、樂富、客運區、後勤區                               |
| N30  | 元朗站             | ↔    | 機場（暢達路）       | 龍運     | 通宵服務                                   | 元朗市、天慈邨、天晴邨、天瑞邨、天耀邨、屏欣苑、紅橋、屯門市中心、友愛邨、東涌、後勤區                   |
| N31  | 荃灣（愉景新城）   | ↔    | 機場（地面運輸中心） | 龍運     | 通宵服務                                   | 荃灣、青衣、東涌北、滿東邨、逸東邨、東涌、後勤區                                                         |
| N42  | 馬鞍山（耀安）     | ↔    | 東涌站               | 龍運     | 通宵服務                                   | 馬鞍山、亞公角、石門、沙田第一城、圓洲角、沙田圍、沙田市中心、大圍、客運區、後勤區                       |
| N42A | 粉嶺（聯和墟）     | ↔    | 東涌站               | 龍運     | 通宵服務                                   | 粉嶺南（華明邨、百和路）、上水、太和、大埔中心、大埔墟、廣福邨、客運區、後勤區                           |
| NA10 | 鴨脷洲（利樂街）   | ↔    | 港珠澳大橋香港口岸   | 城巴     | 通宵服務                                   | 鴨脷洲、香港仔、華富、薄扶林、西環、機場                                                                 |
| NA11 | 北角碼頭           | ↔    | 港珠澳大橋香港口岸   | 城巴     | 通宵服務                                   | 北角、炮台山、銅鑼灣、灣仔、中環、上環、機場                                                             |
| NA12 | 杏花邨             | ↔    | 港珠澳大橋香港口岸   | 城巴     | 通宵服務                                   | 小西灣、柴灣、筲箕灣、西灣河、鰂魚涌、北角、中環（去程）、上環（回程）、西環、機場                       |
| NA20 | 黃埔花園           | ↔    | 港珠澳大橋香港口岸   | 城巴     | 通宵服務                                   | 尖沙咀、佐敦、油麻地、旺角、深水埗、長沙灣、美孚、機場                                                   |
| NA21 | 港珠澳大橋香港口岸 | ↺    | 旺角                 | 城巴     | 通宵服務                                   | 機場、國泰城、大角咀                                                                                     |
| NA29 | 港珠澳大橋香港口岸 | ↔    | 將軍澳（寶林）       | 城巴     | 通宵服務                                   | 將軍澳、觀塘、九龍灣、鑽石山、黃大仙、大窩坪、機場                                                       |
| NA30 | 港珠澳大橋香港口岸 | ↔    | 梨木樹               | 龍運     | 通宵服務                                   | 石籬邨、安蔭邨、石蔭邨、葵興、葵芳、國泰城、機場                                                         |
| NA31 | 港珠澳大橋香港口岸 | ↔    | 荃灣（如心廣場）     | 龍運     | 通宵服務                                   | 荃灣、青衣北、國泰城、機場                                                                               |
| NA32 | 港珠澳大橋香港口岸 | ↔    | 葵涌邨               | 龍運     | 通宵服務                                   | 大窩口、青衣、青衣南、國泰城、機場                                                                       |
| NA33 | 屯門（富泰）       | ↔    | 國泰城               | 龍運     | 通宵服務                                   | 兆康苑、菁田邨、田景邨、大興邨、屯門市中心、友愛邨、龍門居、蝴蝶灣、港珠澳大橋香港口岸、機場             |
| NA36 | 錦上路站           | ↔    | 國泰城               | 龍運     | 通宵服務                                   | 凹頭、形點、元朗市、紅橋、屯門市廣場、港珠澳大橋香港口岸、機場                                           |
| NA37 | 天水圍市中心       | ↔    | 國泰城               | 龍運     | 通宵服務                                   | 天晴邨、天逸邨、天瑞邨、天耀邨、屏欣苑、洪水橋、藍地、紅橋、屯門市廣場、港珠澳大橋香港口岸、機場         |
| NA40 | 烏溪沙站           | ↔    | 港珠澳大橋香港口岸   | 龍運     | 通宵服務                                   | 馬鞍山、亞公角、石門、禾輋邨、沙田市中心、國泰城、機場                                                   |
| NA41 | 沙田（水泉澳）     | ↔    | 港珠澳大橋香港口岸   | 龍運     | 通宵服務                                   | 廣源邨、圓洲角、沙田第一城、沙田圍、車公廟、顯徑邨、大圍、美林邨、國泰城、機場                           |
| NA43 | 粉嶺（聯和墟）     | ↔    | 港珠澳大橋香港口岸   | 龍運     | 通宵服務                                   | 祥華邨、粉嶺南（華明邨、百和路）、上水、新田（落馬洲）、國泰城、機場                                     |
| NA47 | 大埔（太和）       | ↔    | 港珠澳大橋香港口岸   | 龍運     | 通宵服務                                   | 富亨邨、大埔中心、大埔墟站、廣福邨、白石角、國泰城、機場                                                 |
| R33  | 屯門站             | →    | 迪士尼樂園           | 龍運     | 只於每日早上服務                           | 屯門市中心、友愛邨、龍門居、蝴蝶灣、迪欣湖（部分時間）                                                   |
| R33  | 迪士尼樂園         | →    | 屯門站               | 龍運     | 只於每日煙花表演結束後服務                 | 屯門市中心、友愛邨、龍門居、蝴蝶灣、迪欣湖（部分時間）                                                   |
| R42  | 大圍站             | →    | 迪士尼樂園           | 龍運     | 只於星期日及公眾假期早上服務               | 車公廟、沙田市中心、荃灣                                                                                 |
| R42  | 迪士尼樂園         | →    | 大圍站               | 龍運     | 只於每日煙花表演結束後服務                 | 車公廟、沙田市中心、荃灣                                                                                 |

## 特別路線
| 編號 | 路線             | 路線 | 路線                 | 經營公司 | 備註                                               | 途經地區                                                                               |
| ---- | ---------------- | ---- | -------------------- | -------- | -------------------------------------------------- | -------------------------------------------------------------------------------------- |
| A11R | 中環（天星碼頭） | →    | 機場（地面運輸中心） | 城巴     | 只於中環海濱舉行指定大型活動散場時提供服務         | 港珠澳大橋香港口岸                                                                     |
| A25S | 啟德體育園       | →    | 機場（地面運輸中心） | 城巴     | 只於啟德體育園舉行指定大型活動散場時提供服務       | 港珠澳大橋香港口岸                                                                     |
| R11  | 迪士尼樂園       | →    | 北角碼頭             | 城巴     | 只於迪士尼樂園舉行指定大型活動散場時提供服務       | 旺角、油麻地、銅鑼灣、炮台山                                                           |
| R33P | 迪士尼樂園       | →    | 兆康站               | 龍運     | 只於部分於迪士尼樂園一帶舉行的音樂會散場後提供服務 | 屯門市中心、蝴蝶灣、良田                                                               |
| R34  | 迪士尼樂園       | →    | 洪水橋（洪元路）     | 龍運     | 只於部分於迪士尼樂園一帶舉行的音樂會散場後提供服務 | 元朗大馬路、天水圍南、北及洪福邨                                                       |
| R40  | 迪士尼樂園       | →    | 烏溪沙站             | 龍運     | 只於部分於迪士尼樂園一帶舉行的音樂會散場後提供服務 | 荃灣、大圍、沙田市中心、亞公角、大水坑、馬鞍山市中心                                   |
| R42D | 大圍站           | →    | 迪士尼樂園           | 龍運     | 只於部分於迪士尼樂園一帶舉行的音樂會入場前提供服務 | 葵芳                                                                                   |
| X33  | 機場博覽館       | →    | 屯門（富泰）         | 龍運     | 只於機場博覽館舉行特別活動完結後服務               | 友愛邨﹑屯門市中心﹑紅橋﹑屯門北﹑富泰邨                                               |
| X36  | 機場博覽館       | →    | 錦上路站             | 龍運     | 只於機場博覽館舉行特別活動完結後服務               | 屯門赤鱲角隧道﹑天水圍﹑天水圍北﹑元朗                                                 |
| X40  | 機場博覽館       | →    | 烏溪沙站             | 龍運     | 只於機場博覽館舉行特別活動完結後服務               | 青衣北、荃灣、沙田圍、圓洲角、沙田第一城、石門、亞公角、大水坑、耀安邨、馬鞍山、錦英苑 |
| X43  | 機場博覽館       | →    | 粉嶺（聯和墟）       | 龍運     | 只於機場博覽館舉行特別活動完結後服務               | 大欖隧道、落馬洲、上水站、粉嶺南、祥華邨                                               |
| X47  | 機場博覽館       | →    | 大埔（富亨）         | 龍運     | 只於機場博覽館舉行特別活動完結後服務               | 大圍、秦石邨、沙田市中心、大埔墟、大埔中心、太和                                       |